# Långhårig gibbon
Långhårig gibbon (Hylobates pileatus) är en primat i familjen gibboner som förekommer i Sydostasien.

## Kännetecken
Liksom andra gibboner har arten långa extremiteter och saknar svans. Långhårig gibbon av olika kön är lika stora, men pälsens färg skiljer sig. Hannarnas päls är främst svart med vita fingrar, vita tår och vita hår vid genitalierna. Honornas päls är gulgrå med svarta regioner vid buken, kinderna och på pannan. Hos båda kön finns en vitaktig krans av yviga hår kring huvudet. Kroppslängden ligger mellan 44 och 64 cm och vikten mellan 4 och 6 kg.

## Utbredning och habitat
Artens utbredningsområde sträcker sig över sydöstra Thailand, västra Kambodja och sydvästra Laos, Mekong utgör den östra gränsen. Långhårig gibbon lever liksom andra gibboner i den tropiska regnskogen. I bergstrakter förekommer den upp till 1 500 meter över havet.

## Levnadssätt
Liksom andra gibboner är arten aktiv på dagen och den klättrar huvudsakligen med hjälp av sina långa armar från gren till gren. Hannar och honor bildar monogama par som tillsammans med sina ungar lever i avgränsade revir som har en storlek omkring 25 hektar. Dessa par eller ibland bara hannen yttrar sig med påfallande läten som kan jämföras med människan sånger.
Födan utgörs främst av frukter och de äter även andra växtdelar samt smådjur och fågelägg.
Dräktigheten varar i cirka sju månader och sedan föder honan oftast ett enda ungdjur. Ungdjuret får di i upp till två år. Vid födelsen är ungdjurets päls vitaktig till ljusgul och de första åren liknar pälsen för alla ungdjur honans päls. Ungdjur av hankön får en allt mörkare päls och efter 6 till 8 år när de blir könsmogna har den färgen som är typisk för vuxna hannar.

## Hot
Långhårig gibbon hotas främst av habitatförlust genom skogsavverkningar. Dessutom faller vissa individer offer för tjuvjakt. I Thailand förekommer arten i några skyddsområden. IUCN listar långhårig gibbon som starkt hotad (endangered).